# Stefan Docx
Pour l’article homonyme, voir Docx.
Stefan Docx est un joueur d'échecs belge né le 12 janvier 1974, maître international depuis 2013.
Au 1er décembre 2022, il est le sixième joueur belge avec un classement Elo de 2 448 points.

## Biograpbie et carrière
Lors du championnat d'Europe par équipe de 2009, Docx a remporté la médaille de bronze individuelle au quatrième échiquier. En 2015, il remporte l'open Eastman de Gand.
Docx a représenté la Belgique lors de l'olympiade d'échecs de 2014 et de l'Olympiade d'échecs de 2018..
Il sera exclu de l'Open de Benidorm en 2022, à la suite d'une suspicion de tricherie et un refus de se faire scanner par un détecteur de métaux.